# 遊星よりの物体X
『遊星よりの物体X』（ゆうせいよりのぶったいエックス、原題：The Thing from Another World）は、1951年のアメリカ合衆国のSFホラー映画。
監督はクリスティアン・ナイビイ、出演はマーガレット・シェリダンとケネス・トビーなど。ノンクレジットでハワード・ホークスも演出を担当している。
ジョン・W・キャンベルによる1938年の短編SF小説『影が行く』の映画化で、1982年にはジョン・カーペンター監督によりリメイク作品の『遊星からの物体X』が製作された。

## ストーリー
アンカレッジで、ジャーナリストのネッド・スコット記者は取材のためアラスカ航空軍の将校クラブを訪れ、副操縦士兼航空航法士のパット・ヘンドリー大尉と出会う。フォガティ将軍はヘンドリーに、北極点の第6次極地探検隊主任科学者でノーベル賞受賞者のアーサー・キャリントン博士の要請を受け、北極点へ向かうよう命じる。キャリントン博士は、付近に異常な航空機が墜落したという無線連絡をしてくる。ヘンドリー大尉はスコット、バーンズ伍長、クルーチーフのボブ、そして一群の犬ぞりと共に、ダグラスC-47スカイトレイン輸送機を操縦し、辺鄙な前哨基地へと向かう。
到着すると、スコットと飛行士たちは無線通信士のテックス、科学者のチャップマン博士とその妻、同僚のヴォルヒーズ、スターン、レディング、ストーン、ローレンス、ウィルソン、アンブローズ、キャリントン博士に会う。ヘンドリー大尉は後にキャリントンの秘書のニッキ・ニコルソンとのロマンスを復活させる。数人の科学者が飛行士たちとともに墜落現場へ飛び、氷の下に埋もれた巨大な物体を発見する。物体の形を確かめようと散開すると、彼らは自分たちが円になって立っていて、空飛ぶ円盤の輪郭を描いていることに気づく。チームはテルミット爆弾を使って氷から物体を取り出そうとするが、機体の金属合金との激しい反応で完全に破壊されてしまう。しかし、彼らのガイガーカウンターは近くに埋もれた何か、凍った「物体」を検知する。彼らは、氷塊ごと無傷で掘り出し、北極の嵐が迫る中、基地へ運ぶ。
この発見を受け、ヘンドリー大尉は前哨基地の指揮権を握り、フォガティ将軍からの無線指示を待つ間、スコットが報道するのを却下し、科学者たちの「物体」の調査要求も拒否する。無線通信士のテックスはフォガティ将軍に最新情報を伝え、飛行士たちは嵐のなか待つことにする。見張りが配置され、最初の交代勤務を終えたバーンズ伍長は、晴れゆく氷越しに輝く「物体」に不安を覚え、電気毛布で覆ってしまう。彼は電気毛布がコンセントに差し込まれていることに気づいていなかった。氷塊は徐々に解け、まだ生きていた「物体」は嵐の中へと逃げ出す。「物体」は犬ぞりと格闘し、2頭を仕留めるが、右前腕の大部分を失う。
襲撃後、飛行士が切り株を回収し、科学者たちはその組織を調べた結果、その「物体」は植物の進化形であると結論づけた。キャリントン博士はそれが人間よりも優れていると確信し、意思疎通を図る。飛行士たちは捜索を開始し、前哨基地の温室へと辿り着く。キャリントン博士は、そこに「物体」の活動の痕跡があったため、他の科学者たちと共に捜索し、隠されていた3匹目の犬ぞりを発見する。犬は血を抜かれており、その「物体」は血を吸う吸血鬼であることが判明する。キャリントン博士と科学者たちは、飛行士たちよりも先に遭遇することを期待して、自分たちも秘密の監視の陣地を張る。
翌朝、飛行士たちは捜索を続ける。無線通信のテックスはフォガティ将軍が彼らの発見に気付いており、更なる情報を求めていると告げるが、激しい嵐に阻まれて情報提供は不可能だった。重傷を負ったスターン博士が現れ、「物体」が科学者2名を殺害し、出血させたと告げる。飛行士たちが調査にあたると「物体」から襲撃を受けるが、なんとか温室の中に「物体」を閉じ込める。ヘンドリー大尉はキャリントン博士と言い争い、研究室と宿舎に留まるよう命じる。
「物体」に取り憑かれたキャリントン博士は、ニコルソンと他の科学者たちに、切断された腕から採取した種子から小さなエイリアン植物を育て、基地の血漿を与えていることを明かす。ヘンドリー大尉はスターン博士の治療に血漿が必要になった際にこの盗難に気づき、キャリントン博士のもとへたどり着く。フォガティ将軍は「物体」を生かしておくよう命令を送るが、「物体」は温室から逃げ出し、宿舎にいる飛行士たちを襲撃する。彼らはバケツいっぱいの灯油をかけ、火をつけ、マイナス60度（マイナス51度）の嵐の中へと逃げ込ませる。気を取り直した彼らは、「物体」が基地の炉の石油供給を妨害し、室内の温度を急激に下げていることに気づく。彼らは暖を取るためにステーションの発電機室に退避し、高電圧の電気を使った「ハエ取り」を設置する。「物体」は彼らを追いかけ続け、キャリントン博士は最後の瞬間に「物体」に懇願するが、激しく突き飛ばされる。しかし「物体」は罠にかかり感電、ヘンドリー大尉の命令で、「物体」は灰の山と化す。
天候が回復し、ヘンドリー大尉とニコルソンは結婚へと突き進んでいく。スコット記者はついに、アンカレッジの記者席に詰めかけた記者たちに「人生最大の出来事」を無線で伝えることができた。彼は放送をこう締めくくった。「世界に伝えろ。どこにいても、みんなに伝えろ。どこの空も見ろ。見続けろ。見続けろ…」

## スタッフ
- 監督：クリスティアン・ナイビイ（英語版）（クレジットされていないが、演出の大部分は、制作者であるハワード・ホークスの手によることが定説となっている。また、一部をオーソン・ウェルズが手がけたという説もある[要出典]）
- 製作：ハワード・ホークス
- 原作：ジョン・W・キャンベル Jr.他 著、中村 融 訳『影が行く』東京創元社、2000年8月25日。ISBN 9784488715014。 アンソロジー。表題作として収録。
- 脚本：チャールズ・レデラー（クレジットはされていないが、ハワード・ホークスとベン・ヘクトも参加している。また、ハワード・ホークスの親友であった作家のウィリアム・フォークナーも一部参加したと言われている[要出典]）
- 撮影：ラッセル・ハーラン（英語版）
- 編集：ローランド・グロス（英語版）
- 音楽：ディミトリ・ティオムキン
- 美術：アルバート・S・ダゴスチノ、ジョン・J・ヒュージ
- メイクアップ監修：リー・グリーンウェイ
- 特殊撮影効果：リンウッド・ダン
- 特殊効果：ドナルド・スチュワード

## キャスト
| 役名                           | 俳優                                  | 日本語吹替 |
| ------------------------------ | ------------------------------------- | ---------- |
| パトリック・ヘンドリー大尉     | ケネス・トビー                        | 黒沢良     |
| ニッキ・ニコルソン             | マーガレット・シェリダン              | 水城蘭子   |
| アーサー・カリントン博士       | ロバート・コーンスウェイト            | 松宮五郎   |
| ネッド・スコット（スコッティ） | ダグラス・スペンサー                  | 千葉耕市   |
| エディー・ダイク               | ジェームス・R・ヤング                 | 石原良     |
| ボブ                           | デウェイ・マーチン                    | 愛川欽也   |
| ケン・マクパーソン             | ロバート・ニコルズ                    |            |
| バーンズ                       | ウィリアム・セルフ                    |            |
| スターン博士                   | エドゥアルド・フランツ                |            |
| テックス・リチャーズ           | ニコラス・バイロン （クレジットなし） | 嶋俊介     |
| チャップマン博士               | ジョン・ディアクス （クレジットなし） | 村越伊知郎 |
| 「物体」                       | ジェームズ・アーネス                  |            |

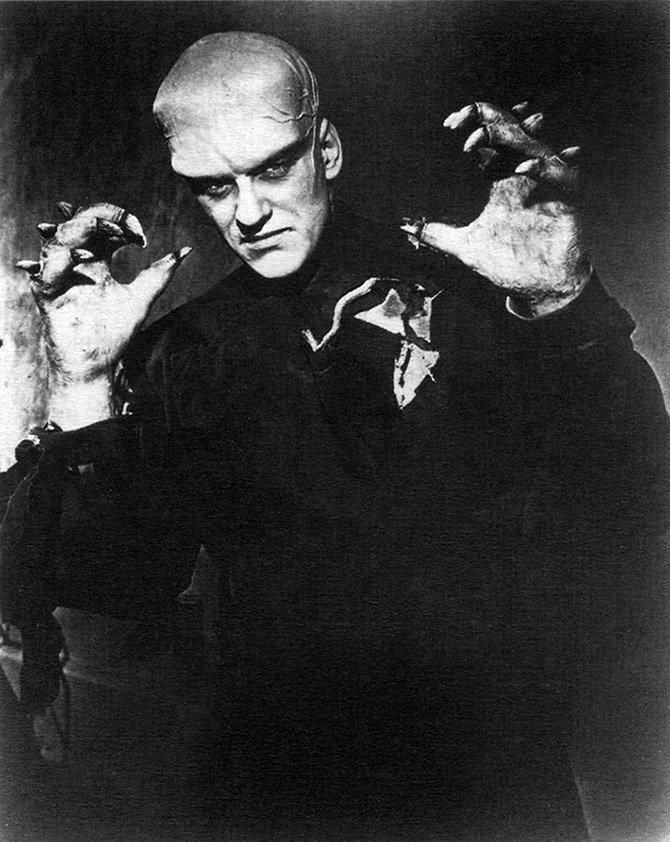
「物体」を演じたジェームズ・アーネス。

- 日本語吹替 - TV放送版※デジタルリマスター版DVD収録

## 関連商品
DVD
- 2003年8月25日、アイ・ヴィー・シーより、ニューマスター版の国内盤DVDが発売された。
- 2015年6月27日、オルスタックより日本語吹替音声を初収録したデジタルリマスター版DVDが発売。

オリジナル・サウンドトラック盤CD
- 2005年3月11日、アメリカのFSM(Film Score Monthly)より、オリジナル・サウンドトラック盤CDが発売された。同じディミトリ・ティオムキン作曲の、映画『あの高地を取れ』の音楽とのカップリング収録盤。